# Richard von Helmholtz
Richard Wilhelm Ferdinand von Helmholtz (* 28. September 1852 in Königsberg; † 10. September 1934 in München) war ein deutscher Ingenieur und Konstrukteur von Dampflokomotiven.

## Leben
Richard von Helmholtz war der Sohn des Physikers Hermann von Helmholtz und dessen erster Ehefrau Olga, geb. von Velten. Die Familie folgte den Berufungen des Vaters 1855 nach Bonn und 1858 nach Heidelberg, wo Richard aufwuchs und das Gymnasium besuchte. Nach dem Besuch des Polytechnikums Stuttgart und einem Praktikum bei Borsig in Berlin studierte er Maschinenbau an der TH München, u. a. bei Johann Bauschinger und Carl von Linde.

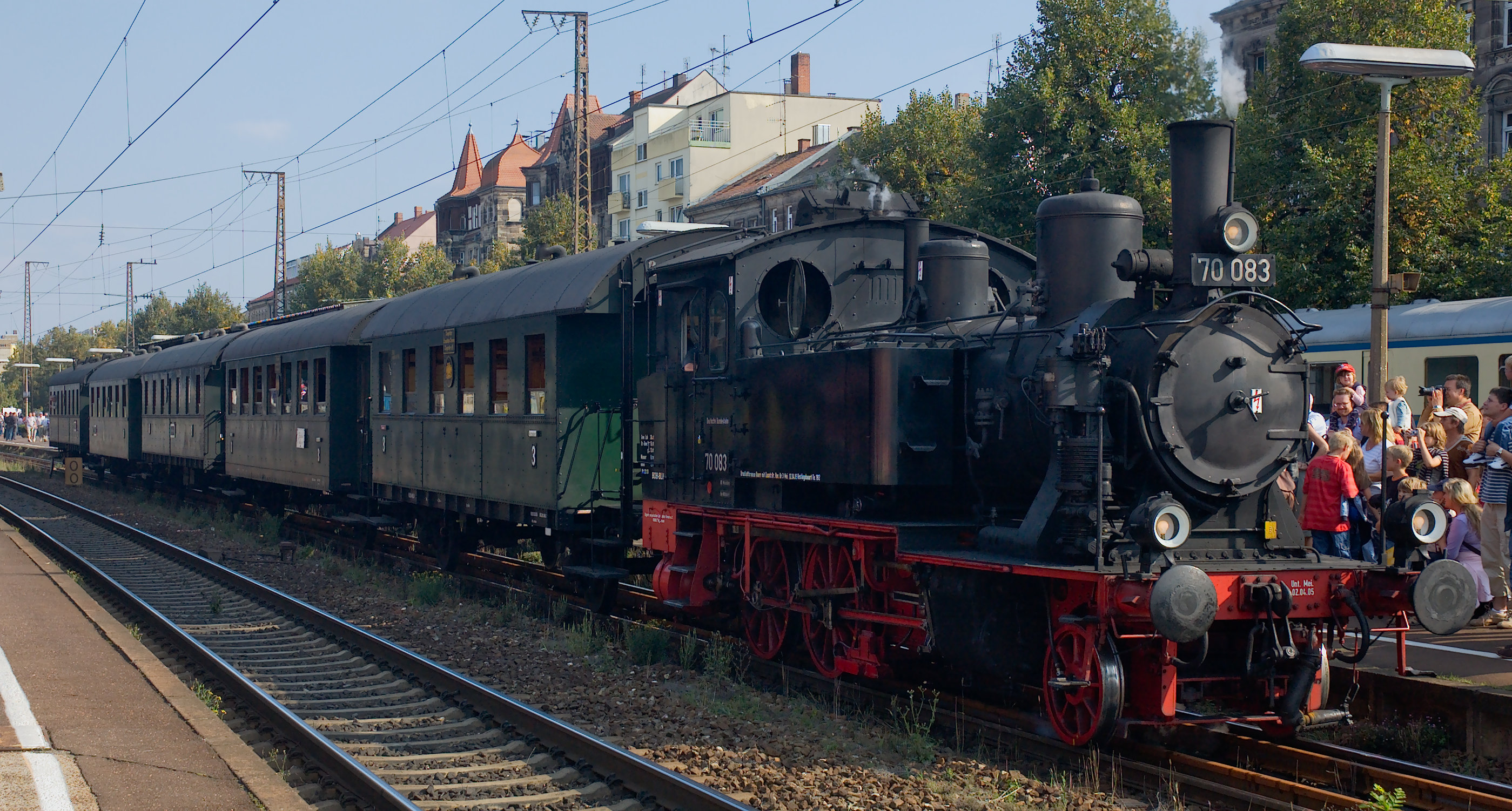
Die durch v. Helmholtz entworfene bayerische Pt 2/3, spätere Baureihe 70.0

Nach dem Studium begann er 1876 seine Tätigkeit als Konstrukteur bei der Lokomotivfabrik Krauss in München, wo er bald zum Leiter der Konstruktionsbüros aufstieg. In dieser Stellung bestimmte er über Jahrzehnte, insbesondere nach dem 1885 erfolgten Rückzug von Georg Krauß aus der Geschäftsführung, ganz wesentlich die Geschicke des Unternehmens bis zu seiner Pensionierung 1918. Im Verlauf seiner Tätigkeit befasste er sich mit allen Komponenten der Dampflokomotive, wie beispielsweise der Verbesserung und Vereinfachung der Heusinger-Steuerung, aber auch mit weniger auffallenden Teilen wie der Entwicklung einer neuen Sandstreuerbauart.
1887 entstand seine wegweisende wissenschaftliche Untersuchung über das Verhalten von Lokomotiven in Kurven und die Abnutzung von Rad und Schiene. Aus dieser theoretischen Arbeit folgte als praktisches Ergebnis 1888 die Konstruktion des Krauss-Helmholtz-Lenkgestells, welches bei vielen Lokomotiven mit Laufachsen – nicht nur Dampflokomotiven – zum Einsatz kam. Der österreichische Konstrukteur Karl Gölsdorf zog aus den Untersuchungen von Helmholtz noch weiter gehende Schlüsse und entwickelte die seitlich verschiebbare Kuppelachse, die sogenannte Gölsdorf-Achse, die zum Standard im Lokomotivbau wurde.
Unter von Helmholtz wurden bei Krauss beispielsweise folgende Lokomotivtypen entworfen und gebaut:
- die Bayerische D VIII
- die Bayerische AA I, eine nur in einem Exemplar gebaute Variante der B XI mit Vorspannachse
- die Bayerische D XII (Pt2/5) sowie die nahezu baugleiche die Pfälzische P2.II, eine mit einer Gesamtzahl von 174 Stück gebaute Maschine ohne festen Radstand
- die Pfälzische P 5
- die Bayerische Pt 2/3

Nicht wenige der von Helmholtzschen Lokomotiven haben sich gut bewährt und sind über 50 Jahre lang in Betrieb gewesen. Bei einer derart langen innovativen Tätigkeit blieb es jedoch nicht aus, dass einige Konzeptionen sich nachträglich als Irrtum herausstellen. So geschehen zum Beispiel bei der 1900 gebauten und auf der Weltausstellung in Paris gezeigten Pfälzischen P 3.II, einer Schnellzuglokomotive mit Vorspannachse zur Verbesserung des Anfahrverhaltens. Die Maschine bewährte sich nicht, schon 1902 wurde die Vorspannachse entfernt und die Maschine in eine normale 2'B1'-Lokomotive umgebaut.
Bereits während seiner Tätigkeit bei Krauss publizierte von Helmholtz zahlreiche Artikel zur Entwicklungsgeschichte der Lokomotiven, hauptsächlich in Die Lokomotive, einer in Wien erschienenen Fachzeitschrift für Eisenbahntechnik. Nach seinem Eintritt in den Ruhestand weitete er diese schriftstellerische Tätigkeit aus. Gestützt auf ein eigenes Archiv und die Bibliothek von Krauss, die er nebenbei betreute, und begünstigt durch ein vorzügliches Gedächtnis bis ins hohe Alter befasste er sich, teils als Autor und teils als Herausgeber, mit der Darstellung der geschichtlichen Entwicklung der Dampflokomotiven.
Richard von Helmholtz trat 1881 dem Verein Deutscher Ingenieure (VDI) und dem Bayerischen Bezirksvereins des VDI bei.

## Werke
- Richard von Helmholtz, Wilhelm Staby: Die Entwicklung der Lokomotive im Gebiete des Vereins deutscher Eisenbahnverwaltungen. Oldenbourg, München und Berlin 1930. (Reprint: Callwey, München 1981, ISBN 3-7667-0542-3)
- Richard von Helmholtz: Die historischen Lokomotiven der Badischen Staats-Eisenbahnen. Reichsbahndirektion Karlsruhe, 1936. (Reprint: Deutsche Gesellschaft für Eisenbahngeschichte, 1982, ISBN 3-921700-36-1)